# Tor (rețea)
Tor (acronim de la The Onion Router) este un software liber și open-source ce permite păstrarea anonimității pe internet printr-un algoritm de rutare din aproape-în-aproape. 

În rețeaua Tor, traficul online generat este anonim, fără a se înregistra lista de termeni căutați și fără a ține o evidență a IP-urilor de unde au fost inițializate respectivele căutări. Activitatea utilizatorilor Tor nu poate fi depistată, din cauza unui sistem special care ricoșează semnalele între diferite adrese IP. De asemenea, Tor permite prin acest mecanism accesul la site-uri ce sunt filtrate de serverele proxy instalate în rețea. 
Tor este și un browser (The Tor browser), o poartă de acces spre darknet („internetul întunecat”), precum și la accesarea paginilor de internet deep Web, care se termină cu „ .onion”.

## Origini

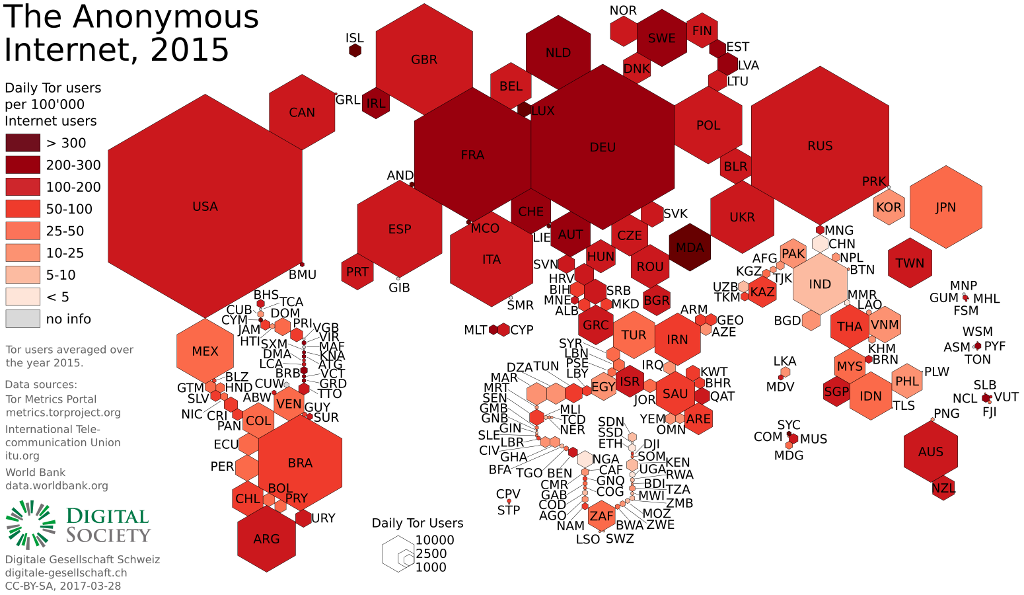
Cartogramă ilustrând utilizarea Tor-ului, din august 2012 în iulie 2013

Rețeaua Tor a fost, inițial, un proiect creat la mijlocul anilor 1990 de Laboratoarele de Cercetare ale Marinei Americane, pentru a proteja comunicațiile online ale organizațiilor guvernamentale din S.U.A.. A fost dezvoltat în continuare prin programul DARPA, în 1997.
În 2004, proiectul Tor a fost făcut public și doi ani mai târziu a apărut serviciul on-line care funcționează și astăzi, având peste 2 milioane de utilizatori de zi cu zi în rețeaua sa. 
În prezent, Tor este o organizație non-profit, al cărei scop principal este cercetarea și dezvoltarea de aplicații care să confere confidențialitate în mediul on-line. 

## Funcționare

Designul rețelei Tor. Tor asigură protejearea anonimități prin imbricarea a trei straturi de criptare prin trei salturi proxy diferite. Fiecare nod este operat de un voluntar de oriunde pe glob.

Când este accesată o pagină de internet, cererea trece prin mai multe servere Tor înainte ca rezultatul să fie afișat în browser-ul Tor. În acest fel, sursa respectivei cereri de accesare nu poate fi depistată. 
Diferența dintre Tor și adresele de internet convenționale este aceea că Tor folosește adrese criptate cu un conținut ascuns. Majoritatea domeniilor au extensia " .onion" sau " .tor". 
Există versiuni speciale ale unor motoare de căutare, cum ar fi: Ahmia, Bing, DuckDuckGo, Grams, StartPage, TorSearch etc, care returnează adresele către serviciul Tor.

## Browserul Tor

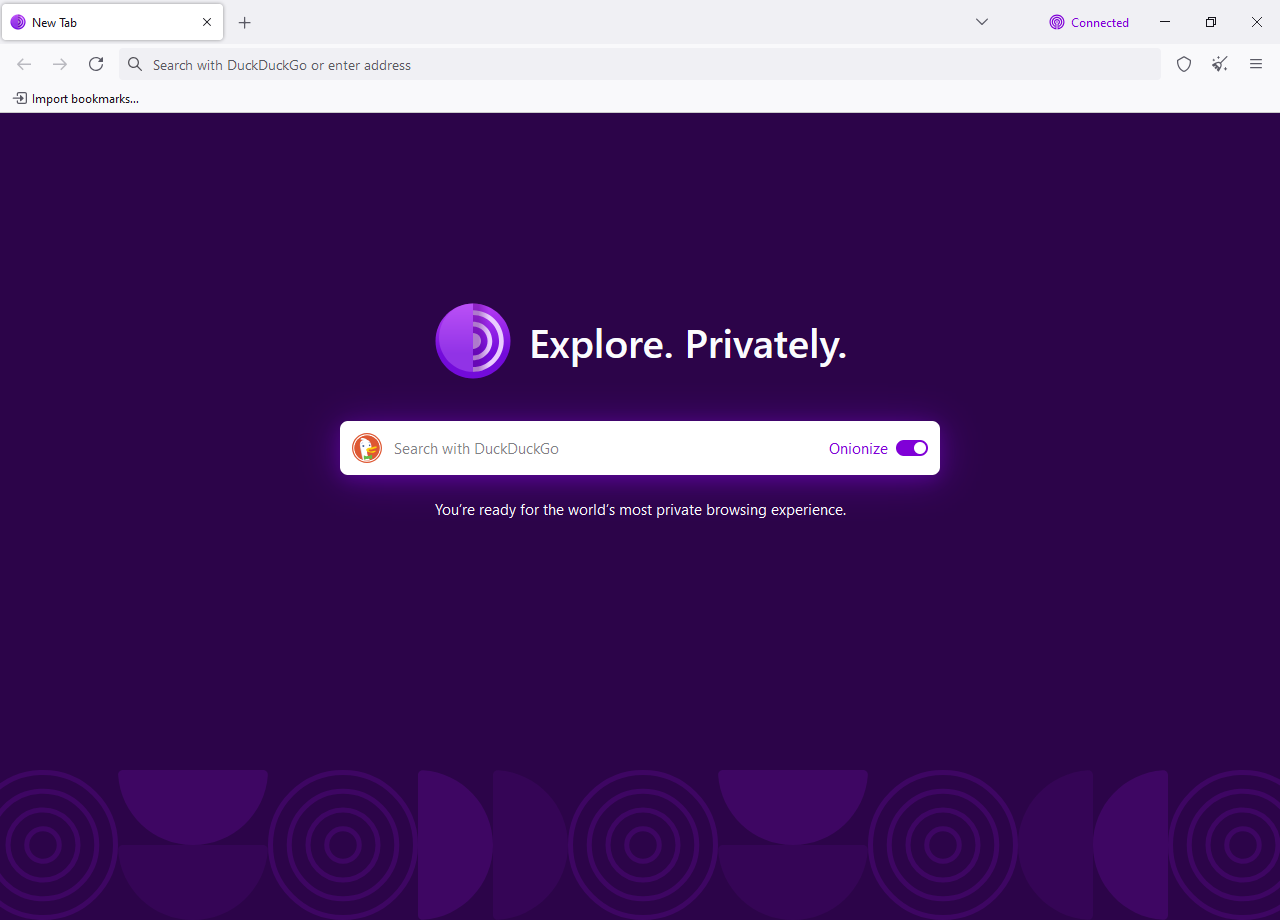
Pagina de start a browserului Tor

Cea mai eficientă cale pentru a profita de securitatea oferită de rețeaua Tor, este folosirea browserului nativ al acesteia, Tor Browser Bundle.
Tor Browser Bundle (TBB) este produsul pilot a proiectului Tor, preconfigurat cu toți parametri necesari pentru a asigura anonimitatea pe internet. Acesta constă dintr-o versiune modificată a browserului de internet Mozilla Firefox, unele extensii ale acestuia, cum ar fi: Torbutton, TorLauncher, NoScript, HTTPS Everywhwre și proxy-ul Tor. Acesta poate fi rulat și de pe un USB și este disponibil pentru Windows, Mac OS X și Linux. 
Browser-ul Tor pornește automat procesele de căutare și căile de circulație prin intermediul rețelei Tor. La terminarea unei sesiuni, șterge datele sensibile, cum ar fi confidențialitatea, cookie și istoricul de navigare. Browser-ul de la Tor accesează aceste site-uri cu adrese cu denumiri complicate alcătuite din cifre și litere și care se termină cu extensia .onion (de exemplu, adresa pentru hidden wiki este: kpvz7ki2v5agwt35.onion) .
Tehnologia Tor permite și găzduirea de pagini de internet prin intermediul serviciilor de anonimizare de care dispune, accesibile doar de către utilizatorii acestui browser.

## Servicii, directoare, portaluri, informații
Surse populare de legături „ .onion” includ: 
- All You're Wiki
- The Hidden Wiki
- Tor Links
- Pastebin
- Reddit
- Tor2web este un  software care permite accesul serviciilor din rețeaua Tor pentru a fi accesate de la un de browser standard, fără a fi conectat la rețeaua Tor. [12]

## Dezavantaje
Rețeaua Tor prezintă și unele dezavantaje. Traficul este de multe ori lent, deoarece performanțele sale depind de numărul de computere conectate pentru a rula rețeaua. Cum datele utilizatorului trec prin mai multe servere, viteza atinsă a traficului este destul de mică, astfel că internetul va merge mai greu decât de obicei atunci când Tor este folosit. În plus, colcăie de viruși informatici și alte programe malițioase mai primejdioși. Drept pentru care, utilizatorul interesat are nevoie de câteva soft-uri mai avansate, pentru a se proteja de la infectare, în timp ce navighează.